# Afriberina hammamrirha
Afriberina hammamrirha là một loài bướm đêm trong họ Geometridae.